# WEEKLY OCHIAI
WEEKLY OCHIAI（ウィークリーオチアイ）は、2017年7月5日から落合陽一をパーソナリティとしてNewsPicks内のコンテンツとして制作されたライブドキュメンタリー/討論番組。

## 概要
本番組は2017年にLivePicks内のコンテンツとして始まり、配信当初はNewsPicksアプリとフジテレビWeb専門チャンネル「ホウドウキョク」で同時配信されていた。2025年現在も継続中で、これまでの放送回数は342回。毎週水曜日22時から放送されている。

## 過去の放送回

### シーズン1
2017年7月5日-2018年3月28日。パーソナリティは落合陽一・佐々木紀彦・千代島瑞季。
1. 落合陽一が語る「AIと日本再興戦略」[2]
2. VR・AR・MR、仮想現実が変える未来[3]
3. 最新CG技術を米国から生中継[4]
4. 落合流「ラボマネジメント」の秘密[5]
5. 落合陽一流「AI時代の子育て論」[6]
6. 落合陽一が語る「ビットコインの未来」[7]
7. 「任天堂、ソニー、落合陽一が語るゲームの未来」[8]
8. 落合陽一が語る「メディアアート」[9]
9. 落合陽一が「食欲の秋」を語る、キーワードは「複雑性」[10]
10. 落合陽一が語る「AIの現在と未来」[11]
11. 小池百合子の負けない選挙戦略 落合陽一が衆院選大予測[12]
12. 新時代の「リーダー2.0」論[13]
13. DAY3 落合陽一「日本再興戦略」を語る[14]
14. 落合陽一が語る『大学論』[15]
15. 落合陽一が斬る「ファッション・インダストリー」[16]
16. 落合陽一『アメリカ論』を語る[17]
17. さらば、ビットコイン[18]
18. 落合陽一の「学問ノススメ」[19]
19. 今こそ「ワーク・アズ・ライフ」だ[20]
20. 落合陽一「日本人とお金」を語る[21]
21. 「スマホの次」を獲るマイクロソフト[22]
22. 落合陽一×三浦瑠麗「ポスト平成の日本の大戦略」[23]
23. 落合陽一が語る「テレビ、メディアの未来」[24]
24. 新年に考える「日本再興戦略」[25]
25. 東洋思想をインストールせよ[26]
26. シリーズ「時代を読む・明治」[27]
27. シリーズ「時代を読む・昭和」[28]
28. 落合陽一が語る「就活再興戦略」[29]
29. 落合陽一×就活「金融編」[30]
30. WEEKLY BITCOIN拡大版[31]
31. 落合陽一×就活 自動車編[32]
32. 世代別「学びをアップデートせよ」[33]
33. 「学びをアップデートせよ」大学編[34]
34. 名言で振り返る「WEEKLY OCHIAI」[35]

### シーズン2
2018年5月30日-2019年5月1日。パーソナリティは落合陽一・佐々木紀彦・石山アンジュ。
1. ビジネスパーソンのためのアート[36] (ゲスト: 山口周)
2. NewsPicksをアップデートせよ[37] (ゲスト: 箕輪厚介)
3. 日本社会をアップデートせよ[38] (ゲスト: 宇野常寛)
4. 日本茶をアップデートせよ[39]
5. 日本企業をアップデートせよ[40] (ゲスト: 朝倉祐介)
6. 出版業界をアップデートせよ[41] (ゲスト: 見城徹)
7. サラリーマンをアップデートせよ[42]
8. 動画ビジネスをアップデートせよ[43]
9. 幼児教育をアップデートせよ[44] (ゲスト: 藤原和博)
10. ドラマをアップデートせよ[45] (ゲスト: 工藤里紗)
11. エロをアップデートせよ[46] (ゲスト: 紗倉まな)
12. 多様性をアップデートせよ[47] (ゲスト: 高橋祥子)
13. スポーツ界をアップデートせよ[48] (ゲスト: 太田雄貴)
14. 小売をアップデートせよ[49] (ゲスト: 田中修治)
15. 自由をアップデートせよ[50] (ゲスト: 平野啓一郎)
16. コミュニティをアップデートせよ[51]
17. 日本財政をアップデートせよ[52] (ゲスト: 真山仁)
18. 女子アナをアップデートせよ[53] (ゲスト: 大橋未歩)
19. 資本主義をアップデートせよ[54] (ゲスト: 安田洋祐)
20. ファッションをアップデートせよ[55] (ゲスト: 鈴木えみ)
21. 就活と転職をアップデートせよ[56] (ゲスト: 北野唯我)
22. 芸術をアップデートせよ[57] (ゲスト: 藤原和博、神山典士)
23. 父親をアップデートせよ[58] (ゲスト: 高濱正伸)
24. 「プロアナ」最終オーディション[59] (ゲスト: 大橋未歩)
25. プロアナ決定／お笑いをアップデートせよ[60] (ゲスト: 中田敦彦)
26. スタートアップをアップデートせよ[61] (ゲスト: 斎藤祐馬)
27. 音楽をアップデートせよ[62] (ゲスト: 川谷絵音)
28. 身体をアップデートせよ[63] (ゲスト: 乙武洋匡)
29. 幸福をアップデートせよ[64] (ゲスト: 石川善樹)
30. 平成をアップデートせよ[65]
31. 落合陽一をアップデートせよ[66]
32. 地方をアップデートせよ[67] (ゲスト: 木下斉)
33. 母親をアップデートせよ[68] (ゲスト: 高濱正伸)
34. 学びをアップデートせよ[69] (ゲスト: 柳川範之、岡田祥吾、大室正志)
35. 働く女性をアップデートせよ[70] (ゲスト: 正能茉優、端羽英子)
36. お金をアップデートせよ[71] (ゲスト: 辻庸介)
37. 人類をアップデートせよ[72]
38. 資本主義をアップデートせよ ver.2[73] (ゲスト: 安田洋祐)
39. 信頼をアップデートせよ[74] (ゲスト: 石山アンジュ)
40. 【緊急帰国】メディアをアップデートせよ[75] (ゲスト: 柳瀬博一)
41. 日本経済をアップデートせよ[76]
42. クリエイティビティをアップデートせよ[77] (ゲスト: 三浦崇宏、三浦瑠麗)
43. チームをアップデートせよ[78] (ゲスト: 麻野耕司、いる人もたく、浅野忠信)
44. 本をアップデートせよ[79]
45. 「メイクマネーUNDER30」SP[80] (ゲスト: 飯塚統)
46. テックベンチャーをアップデートせよ[81] (ゲスト: 永田暁彦)
47. 「令和」は日本にとって希望の時代になるか？[82] (ゲスト: 田原総一朗、西田亮介)

### シーズン3
2019年9月11日-2019年12月11日。パーソナリティは落合陽一・佐々木紀彦。
1. シーズン3始動、モチーフを発見せよ。[83]
2. 【モチーフを探す旅】屋形船と芸者と落合陽一[84]
3. 落合陽一が語る「2030年の世界地図」[85]
4. 落合陽一、“地球の限界”を考える[86]
5. 落合陽一〝人口減少社会〟を考える[87]
6. 落合陽一〝人権の再定義〟を考える[88]
7. 落合陽一〝未来のコモンズとコミュニティ〟を考える[89]
8. 落合陽一〝ソーシャルゲーム〟を考える[90]
9. 落合陽一〝ペットのポテンシャル〟を考える[91]
10. 落合陽一〝ロボットにオーラは宿るのか〟を考える[92]
11. 落合陽一〝禅・マインドフルネス〟を考える[93]
12. 落合陽一〝集中力・ゾーン〟を考える[94]
13. 落合陽一と2100年までの世界の課題[95]

### シーズン4
2020年1月8日-2021年7月28日。パーソナリティは落合陽一・佐々木紀彦・宮田裕章（2020年10月より）。
1. 落合陽一×蜷川実花「ジェンダーギャップ」を考える[96]
2. 落合陽一×りゅうちぇる『これからのメディアについて語ろう』[97]
3. 落合陽一「仕事の多様性と生産性を考える」[98]
4. 落合陽一「結婚は幸せ？独身じゃダメ？これからの結婚を語ろう」[99]
5. これからの「性愛・セックス」を語る[100]
6. 【シン・ニホン】落合陽一×安宅和人「日本再生を考える」[101] (ゲスト: 安宅和人)
7. 「東京オリンピックを考える」落合陽一×三浦瑠麗×猪瀬直樹[102]
8. 【落合陽一】東京封鎖"ロックダウン"は起こるか？[103]
9. 【落合陽一】緊急事態宣言！経済活動はストップできるのか？[104]
10. 【落合陽一】Withコロナ時代の日本再生ロードマップ[105]
11. 【落合陽一】東京の時代が終わる？withコロナ時代の地方戦略[106]
12. 【落合陽一×石破茂】危機のリーダーシップとコロナ後の世界秩序[107]
13. 【落合陽一】コロナ格差と教育を考える[108]
14. 【落合陽一】自粛期間のメンタル・クライシスを考える[109]
15. 【落合陽一】パラダイムシフトの〝新世界史〟[110]
16. 落合陽一〝リモートワーク疲れ〟の正体を考える[111]
17. 落合陽一〝インターネットの息苦しさ〟を考える[112]
18. 【特別公開】落合陽一、恋愛を考える（3月4日収録）[113]
19. 【落合陽一】アフターコロナのリアル「飲食・小売」編[114]
20. 【落合陽一】今、アメリカで何が起きているのか？[115]
21. 【落合陽一】ポストインバウンドの観光経済[116]
22. 【落合陽一】ギグワークは仕事の未来なのか？[117]
23. 【落合陽一】日本企業を〝大改革〟せよ[118]
24. 【落合陽一】中間管理職トランスフォーメーション[119]
25. 【落合陽一】新浪社長×30代社長の「大企業・新リーダー論」[120]
26. 【落合陽一】丸井G社長と語る「小売・百貨店のニューノーマル」[121]
27. 【落合陽一】日本企業の「ダイバーシティ経営」[122]
28. 【落合陽一】コロナ第２波と日本の命運[123]
29. 【落合陽一】Withコロナ時代の中国ビジネス新常態[124]
30. 【落合陽一×西村大臣】新型コロナ"収束のシナリオ"[125]
31. 【落合陽一】フォートナイトとゲーム覇権の行方[126]
32. 【落合陽一】ポスト安倍時代の「日本の挑戦」[127]
33. 【落合陽一】小泉大臣と考える「環境問題のニューノーマル」[128]
34. 【落合陽一】子どもの教育格差と自己責任論[129]
35. 【落合陽一】音楽業界のニューノーマル[130]
36. 【落合陽一】平井大臣と語る「日本のデジタル戦略」[131]
37. 【落合陽一】社会保障のイノベーション[132]
38. 【落合陽一】多様性を育むためのテクノロジー[133]
39. 【落合陽一】『鬼滅の刃』に見る日本アニメのポテンシャル[134]
40. 【落合陽一】大統領選の総括と、これからのアメリカ[135]
41. 【落合陽一】バチェロレッテとリアリティショーの魅惑[136]
42. 【落合陽一】家族とは何か？「家族のかたち」を考える[137]
43. 【落合陽一】介護のイノベーション[138]
44. 【落合陽一】東京五輪は本当に開催できるのか？[139]
45. 【落合陽一×京都】日本文化の世界発信[140]
46. 【落合陽一】2020年とは何だったのか？そして2021年は…[141]
47. 【落合陽一】「エンタメ×教育」のポテンシャル[142]
48. 【落合陽一】アフター・トランプの世界のゆくえ[143]
49. 【落合陽一】ワクチンは“コロナ収束”につながるのか？[144]
50. 【落合陽一】「Clubhouse」の熱狂は続くのか？[145]
51. 【落合陽一×山口周】資本主義をいかにハックすべきか？[146] (ゲスト: 成毛眞)
52. 【落合陽一】ビットコインブームは本物か？[147] (ゲスト: 成毛眞)
53. 【落合陽一】「株高」は、いつまで続くのか？[148] (ゲスト: 成毛眞)
54. 【安宅和人×落合陽一】コロナ後の「シン・ニホン」とは？[149] (ゲスト: 東浩紀)
55. 【落合陽一】佐藤可士和とは何か[150] (ゲスト: 永濱 利廣)
56. 【落合陽一】地震、津波、噴火。天災リスクのリアル[151]
57. 【落合陽一】日本でも同性婚は実現するのか？[152]
58. 【落合陽一×JINS田中】起業家が挑む「地域イノベーション」[153]
59. 【落合陽一】インターネットの父と考える「デジタル敗戦」[154] (ゲスト: 東浩紀)
60. 【落合陽一】小泉大臣に「食品ロス問題」を問う[155]
61. 【落合陽一】東大は成功へのチケットなのか？[156]
62. 【落合陽一】ポストコロナのアートと持続可能性について[157]
63. 【落合陽一】DXの本質[158]
64. ワクチン接種・最速化戦略[159] (ゲスト: 猪瀬直樹)
65. 枝野代表に「覚悟」を問う[160] (ゲスト: 猪瀬直樹、岡田武史)
66. 中韓エンタメ論[161] (ゲスト: 堀江貴文、鈴木おさむ)
67. スタートアップとVCの新常識[162] (ゲスト: 成毛眞)
68. これからの都市と建築[163] (ゲスト: 和多利恵津子、和多利志津子)
69. 生の体験をどう取り戻すのか[164] (ゲスト: 松田誉史)
70. スノーピーク社長と落合陽一が語る「人間性の回復」[165]
71. 【特別回】落合陽一が今、伝えたいこと[166]

### シーズン5
2021年8月4日-2025年6月11日。パーソナリティは落合陽一。
1. 河野大臣×落合陽一「ポストコロナへのロードマップ」[167]
2. 東京五輪開催までの“全貌”と日本のゆくえ[168] (ゲスト: 猪瀬直樹)
3. 斎藤幸平×落合陽一「脱炭素の未来」[169]
4. 尾身会長が明かす「ジレンマ」[170]
5. 多様な正義と怒りの矛先[171]
6. デジタル庁のロードマップ[172]
7. 文春の流儀と現代の正義[173]
8. 高市早苗の「決意」[174]
9. 特撮と日本と怪獣[175]
10. 落合陽一の「一人しゃべり」[176]
11. 【緊急企画】落合陽一のアトリエから[177]
12. ヨシダナギが切り取る「世界」[178]
13. あなたも私も「ケミカルプロセス」[179]
14. 大規模物理学投資の今後[180]
15. 日本のテレビ出てみて最近どう？[181]
16. 現実世界のゲームデザイン[182]
17. 「MOTHER」と糸井重里[183]
18. ２０３０年の文学[184]
19. 「奇界」の風景から見える現代社会[185]
20. 民藝と共生[186]
21. 即今・茶禅一味[187]
22. 2022年のシン・ニホン[188]
23. 岸田首相の「ビジョン」を問う[189]
24. 脱炭素の「リアル」[190]
25. けしからん日本[191]
26. インターネット 98 to 22[192]
27. ALSとの闘い方、知ってますか？[193]
28. ウクライナは今・・・[194]
29. 人工生命と環世界と本当の意味でのメタバース[195]
30. SXSWの盛り上がりに見る「リアル」を取り戻した日常の姿[196]
31. メタバースは理想郷か？[197]
32. 冨永愛と、根性と。[198]
33. 新年度を迎えた、あなたへ[199]
34. 富野由悠季と語る「ニュータイプ」[200]
35. 天才・羽生善治の本質[201]
36. 小室哲哉が築いた時代とこれからの音楽[202]
37. 第参拾七話 緒方恵美、襲来「日本のアニメ」語る[203]
38. 新説 「土偶」はかく語りき[204]
39. 「社会保障」に明日はあるのか[205]
40. なぜ、死ななければならないのか？[206]
41. 「おしゃべり」きのこ、ミクロな世界から学ぶ「共存と共生」[207]
42. 日本の“頭脳”はどこへいく？[208]
43. 野口聡一の宇宙メモワール[209]
44. にゃぜ「猫のような生き方」ができにゃいのか？[210]
45. そもそも、なぜ日本経済は「失われ」続けているのか？[211]
46. 今こそ「真のノマド」、遊牧民に学べ[212]
47. 『攻殻機動隊』の神山健治と語る“現代日本”[213]
48. ポスト・ヒューマンのゆくえ[214]
49. 落合同士の『ゾゾゾ』な話[215]
50. 『台湾有事』と日本の防衛力[216]
51. 「資ほん主ぎのみらい」なんて語って意味ある？[217]
52. カーボンニュートラル？森はコモンズ[218]
53. なぜ、僕たちは動きすぎてはいけないのか[219]
54. 山際大臣と考える『日本経済の再生』[220]
55. “金融界の鬼才”が『教育』に取り組む理由[221]
56. 35歳になった「魔法使い」[222] (ゲスト: 山崎元)
57. 「ざんねんないきもの」からの教え[223]
58. 「水カン」ケンモチヒデフミの中毒性と音楽[224]
59. 進化するサッカーの喜びを共有しよう[225]
60. “第３の耳”で聴く世界[226]
61. メディアアートが問うもの[227]
62. 私たちは、なぜ“睡眠”に悩まされるのか？[228]
63. 「分断時代」と日本の尊厳[229]
64. 金原ひとみが描く女性たち[230] (ゲスト: 金原ひとみ)
65. 海外から見た本当の『クールジャパン』[231] (ゲスト: ニコル･クーリッジ･ルマニエール)
66. 魔法の世紀, デジタルネイチャー, そしてマタギドライヴへ[232] (ゲスト: 宇野常寛)
67. いま、言論の力とは[233] (ゲスト: 宮台真司)
68. 2023年 WEEKLY OCHIAIの言葉たち[234]
69. シンギュラリティ後の世界の歩き方[235]
70. どうすれば喜びを分かち合えるのか？[236] (ゲスト: 東浩紀)
71. 二人だけの同窓会[237] (ゲスト: マリエ)
72. 生成AI「ChatGPT」と日本の新たな可能性[238]
73. 飛田新地に刻まれた歴史[239] (ゲスト: 木村忠彦)
74. “絶滅した人類”からの遺言【時空ミステリー　人類編】[240] (ゲスト: 篠田謙一)
75. あれから１年、ウクライナは今…[241] (ゲスト: 高橋杉雄、岩﨑茂)
76. ChatGPTは「ヒューマンインターフェース」をどう変えるか[242] (ゲスト: 暦本純一)
77. 爆誕した「GPT-4」の何がスゴいのか？[243]
78. 菅義偉の「思い」[244] (ゲスト: 菅義偉)
79. AIは社会を「なめらか」にできるか？[245] (ゲスト: 鈴木健)
80. 老いる、ということ。[246]
81. キミと歩いた26年[247] (ゲスト: 松本梨香)
82. 文化人類学者と考える「豊かさ」と「今」[248] (ゲスト: 小川さやか)
83. で、結局「土偶」って何なのか？【時空ミステリー　縄文編】[249] (ゲスト: 山田康弘)
84. 本当の「自立」の意味、知ってますか？[250] (ゲスト: 熊谷晋一郎)
85. FF16とゲームのポテンシャル[251] (ゲスト: 吉田直樹)
86. なぜ戦士と英雄は誕生したのか？【時空ミステリー弥生・古墳編】[252] (ゲスト: 松木武彦)
87. ChatGPTは「リンゴ」を“理解”しているのか？[253] (ゲスト: 今井むつみ)
88. 「多様性の王」からの警告[254] (ゲスト: 小島弘昭)
89. 「時間」の正体と空海[255] (ゲスト: 清水高志)
90. 恐竜が残してくれたもの[256]
91. こうして「日本」は誕生した　【時空ミステリー 飛鳥編】[257] (ゲスト: 仁藤敦史)
92. ミナが「私らしく」あるために[258] (ゲスト: 皆川明)
93. 宇宙の謎とセカイの認識[259] (ゲスト: 村山斉)
94. 「おいしい」とは何か？日本料理の革命[260] (ゲスト: 山本征治)
95. 「ぼっち」がもたらす力[261] (ゲスト: 中野善壽)
96. 「日本書紀」と「古事記」の真相【時空ミステリー　奈良編】[262] (ゲスト: 遠藤慶太)
97. 社会課題のために「芸術」ができること[263] (ゲスト: 南條史生)
98. 『伝説の編集者』と大ヒット漫画の条件[264] (ゲスト: 鳥嶋和彦)
99. NASDAQ上場とニューヨークの今[265]
100. 平和で安らかでない時代をどう生きたか【時空ミステリー平安編】[266] (ゲスト: 川尻秋生)
101. AIの知能と人間の知能[267] (ゲスト: 佐倉統)
102. 落合研のデジネな学生生活[268]
103. AI社会と真のデジタル化[269] (ゲスト: 湧川隆次)
104. 「生物と無生物」の境界線[270] (ゲスト: 福岡伸一)
105. 聖なる大地の消えない苦痛[271] (ゲスト: 池内恵)
106. いま「幸せ」ですか？[272] (ゲスト: 前野隆司)
107. なぜ日本人は「妖怪」を必要としたのか【時空ミステリー鎌倉編】[273] (ゲスト: 小松和彦)
108. 岩合光昭と「にゃんこ」の目線[274] (ゲスト: 岩合光昭)
109. 国への「脅威」を防ぐために[275] (ゲスト: 神保謙)
110. 「カムイ」との対話でひらく世界[276] (ゲスト: 中川裕)
111. やっぱり僕たちは分かり合えないのか？[277] (ゲスト: 東浩紀)
112. 2024年 WEEKLY OCHIAIから「あなた」へ[278]
113. 僕たちは「大変化」を前に何ができるのか？[279] (ゲスト: 安宅和人)
114. 松岡正剛の人生と編集工学[280]
115. きみと僕は何者なのか？[281] (ゲスト: 先﨑彰容)
116. 緊急！母親をアップデートせよ２[282] (ゲスト: 高濱正伸)
117. 「ボヘミアンな科学者」の遺言状[283] (ゲスト: 佐藤良明)
118. 能楽に隠された「日本の鼓動」[284] (ゲスト: 大倉源次郎)
119. ヒトの設計図は何を創造するのか？【知の先駆者たち:ゲノム編】[285]
120. 植松伸夫が奏でたFFの世界[286] (ゲスト: 植松伸夫)
121. 僕らの祖先は強烈すぎる【時空ミステリー　室町編】[287] (ゲスト: 清水克行)
122. 日本語に謎が多くて、ごめん遊ばせ【知の先駆者たち:役割語編】[288]
123. 「全人類イルカ計画」[289] (ゲスト: 森阪匡通)
124. 戦国武将の「イタさ」を知るということ【時空ミステリー戦国編】[290] (ゲスト: 本郷和人)
125. きみは「忍術」を使いこなしているか？[291] (ゲスト: 山田雄司)
126. 「前人未到」を超えたその先に[292] (ゲスト: 平出和也)
127. 名越稔洋が如く〈ゲーム界の「昇り龍」が背負う宿命〉[293] (ゲスト: 名越稔洋)
128. 藤田和日郎の「心を揺さぶる」漫画の法則〈潮と勝から君たちへ〉[294] (ゲスト: 藤田和日郎)
129. 核融合は「日本の太陽」になるか？[295] (ゲスト: 小西哲之)
130. AIは「ちがい」を克服できるか？[296] (ゲスト: 遠藤謙)
131. 「進化論」の呪いが生んだ悪魔の正体[297] (ゲスト: 千葉聡)
132. もしも世界から非日常が消えたら【時空ミステリー江戸・祭り編】[298] (ゲスト: 福原敏男)
133. 日本は「なんでやねん！」が多すぎる[299] (ゲスト: ウスビ・サコ)
134. 量子コンピューターと新たな産業革命[300] (ゲスト: 北川拓也)
135. 三島由紀夫と「生きる意味」[301] (ゲスト: 佐藤秀明)
136. 法医学者の叫びと死者の声[302] (ゲスト: 岩瀬博太郎)
137. 巨大津波から命を守るデジタルツイン[303] (ゲスト: 越村俊一)
138. 小林鷹之と「2050年の日本」[304] (ゲスト: 小林鷹之)
139. 文化財に住むということ[305] (ゲスト: 日下部勝)
140. 小泉進次郎に問う「総理総裁への条件」[306] (ゲスト: 小泉進次郎)
141. クリエイティブと都市の未来[307] (ゲスト: 杉山央)
142. サイバー犯罪の脅威にあなたは…[308] (ゲスト: 辻伸弘)
143. 多死社会時代の死生観[309] (ゲスト: 佐藤弘夫)
144. 江戸に宿る味と火消し【時空ミステリー江戸・町人文化編】[310] (ゲスト: 𠮷野正敏)
145. カオスすぎる大阪・関西万博[311] (ゲスト: 河瀬直美)
146. アメリカ大統領選が映す世界の“今とこれから”[312]
147. 岸田政権の「真実と舞台裏」[313] (ゲスト: 岸田文雄)
148. AI半導体競争　覇権を握るのは・・・[314] (ゲスト: 真岡朋光(株式会社レゾナック・ホールディングス取締役CSO兼CRO))
149. 世界の名匠と“生成AI映画新時代”[315] (ゲスト: マーク・フォースター)
150. 「痴漢外来」と「依存症」から見る現代社会[316] (ゲスト: 原田隆之)
151. 東浩紀は無になれたのか？[317] (ゲスト: 東浩紀)
152. ピエール瀧の正体[318] (ゲスト: ピエール瀧)
153. 2025年 WEEKLY OCHIAIとその先へ[319]
154. AIドリブン時代に人類ができること[320] (ゲスト: 安宅 和人)
155. 恐怖と暗闇の向こう側で[321] (ゲスト: 𠮷田勝次)
156. 伝説の開発者が願う「AI新世界」【知の先駆者たち国産OS編】[322] (ゲスト: 坂村健)
157. 吉原に生まれたメディア王の遺産【時空ミステリー 江戸社会編】[323] (ゲスト: 本郷和人)
158. 私たちが「見ている世界」は本物か[324] (ゲスト: 乾敏郎)
159. 「Deepな衝撃」と新たな扉[325] (ゲスト: 清水亮)
160. ちょっと「自己中」すぎません？[326] (ゲスト: 奥野克巳)
161. 落合陽一の“育て方”[327] (ゲスト: 落合ひろみ)
162. 安藤忠雄の死ぬまで「暴走と青春」[328] (ゲスト: 安藤忠雄)
163. 厳しさと声はボクらに響くのか[329] (ゲスト: 菅井秀憲(声楽家／オペラ(バリトン)／ボーカルディレクター))
164. 山中伸弥の命ヌルヌル大冒険[330] (ゲスト: 山中伸弥)
165. 僕たちは「革命」できたのか[331] (ゲスト: 幾原邦彦(アニメーション監督))
166. こん濃厚な一粒に宿っとー魔術[332] (ゲスト: 梅津聡(株式会社海男代表／牡蠣生産者))
167. 誰が国をつくるのか【時空ミステリー 明治編】[333] (ゲスト: 坂本一登(國學院大學法学部教授))
168. 伝染する孤独と「友達」の呪縛[334] (ゲスト: 石田光規)
169. 躍進するコンビニ服と90年代の残響[335] (ゲスト: 落合宏理)
170. 承認欲求ゾンビに成れ果てた僕たちは生き返れるのか？[336]
171. 僕たちがリングの内側で見た真実[337] (ゲスト: 藤本壮介)
172. 伊藤潤二のうずまく怪奇な視点[338] (ゲスト: 伊藤潤二)

### 特別編
2018年-2025年。特別企画。
1. WEEKLY OCHIAI特別編 「日本の美意識」を語る[339]
2. WEEKLY OCHIAI特別編「愛と性を考える」[340]
3. WEEKLY OCHIAI特別編「日本映画再興戦略」[341]
4. WEEKLY OCHIAI特別編 〜いのちのてざわり〜[342]
5. 【全98回】落合陽一と振り返る「WEEKLY OCHIAI」[343]